# Folsomides sexophthalmus
Folsomides sexophthalmus är en urinsektsart som först beskrevs av Womersley 1934.  Folsomides sexophthalmus ingår i släktet Folsomides och familjen Isotomidae. Inga underarter finns listade i Catalogue of Life.